# Aubing-Lochhausen-Langwied
Aubing-Lochhausen-Langwied, Stadtbezirk 22 Aubing-Lochhausen-Langwied – 22. okręg administracyjny Monachium, w Niemczech, w kraju związkowym Bawaria. W 2013 roku okręg zamieszkiwało 42 305 mieszkańców.